# Arrondissements de La Réunion

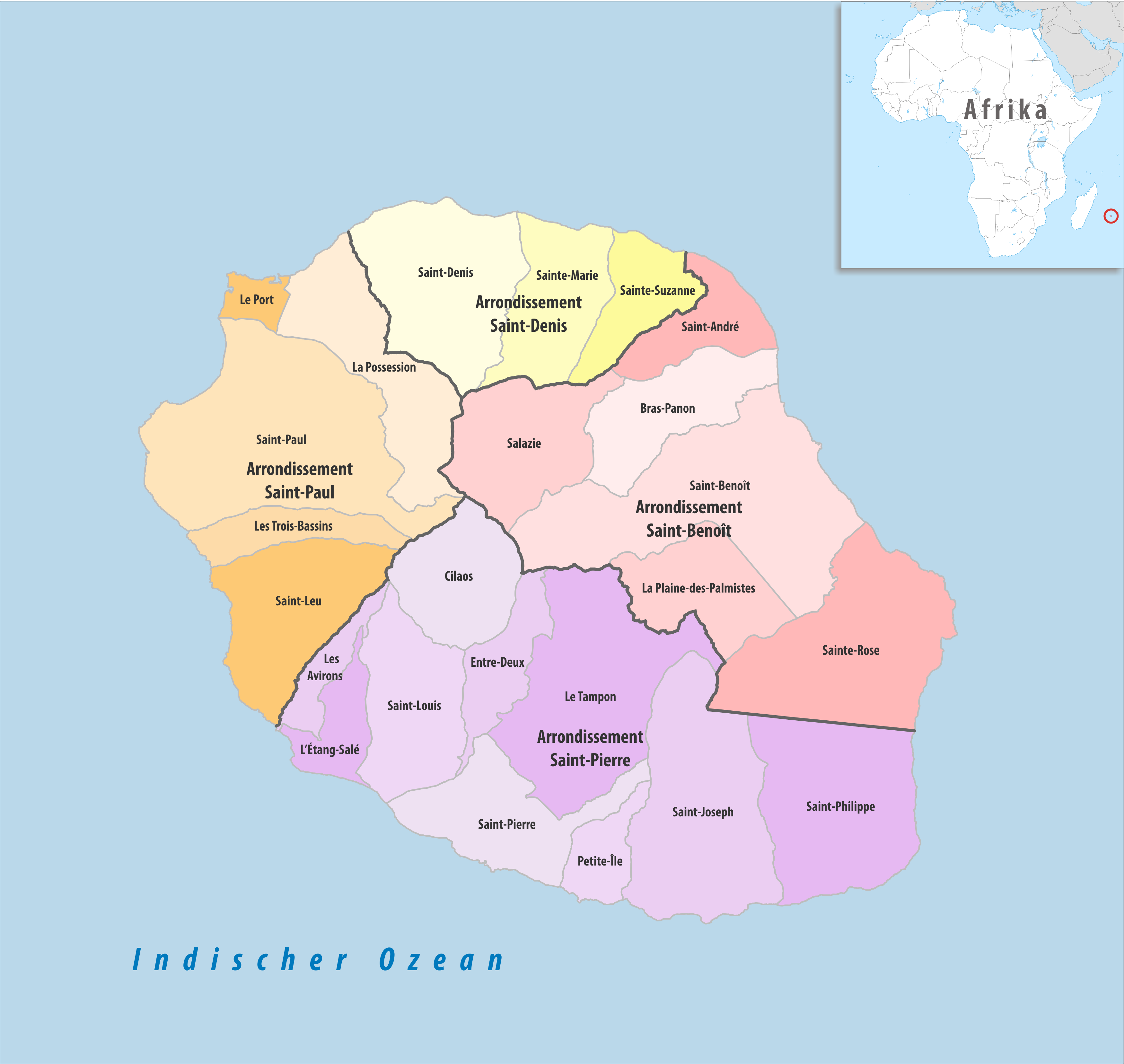
Les arrondissements de La Réunion en 2019.

La Réunion comprend quatre arrondissements.

## Composition
| Nom                            | Code Insee | Superficie (km2) | Population (dernière pop. légale) | Densité (hab./km2) | Modifier             |
| ------------------------------ | ---------- | ---------------- | --------------------------------- | ------------------ | -------------------- |
| Arrondissement de Saint-Benoît | 9743       | 735,80           | 128 965 (2022)                    | 175                | modifier les données |
| Arrondissement de Saint-Denis  | 9741       | 287,80           | 216 588 (2022)                    | 753                | modifier les données |
| Arrondissement de Saint-Paul   | 9744       | 537,20           | 218 990 (2022)                    | 408                | modifier les données |
| Arrondissement de Saint-Pierre | 9742       | 942,80           | 316 805 (2022)                    | 336                | modifier les données |
| La Réunion                     | 04         | 2 503,70         | 881 348 (2022)                    | 352                | modifier les données |

## Histoire
- 1946 : La Réunion devient département d'outre-mer avec quatre arrondissements : Saint-Benoît, Saint-Denis, Saint-Paul, Saint-Pierre.
- 2006 : Les limites des arrondissements sont redessinées afin qu'elles correspondent mieux à celles des structures intercommunales qui se sont formées depuis. L'arrondissement de Saint-Paul est particulièrement affecté.